# Bab el-Mandeb
El estrecho de Mandeb o Bab el-Mandeb (también transcrito Mandab o Mandib, y con el artículo «el-», y también con «al-», con o sin conexión de guiones) (en árabe: باب المندب, bāb al-mandib‎, que significa «la puerta de las lamentaciones») es un estrecho marino que enlaza el mar Rojo, al norte, con el golfo de Adén, al sur, en el océano Índico. El estrecho separa el cuerno de África, en el continente africano, al oeste, de la península arábiga, en el continente asiático, al este. Administrativamente, la ribera africana pertenece a Eritrea y Yibuti y la asiática a Yemen. 
Una fuerte corriente superficial fluye a través del canal oriental (Bab Iskender) hacia el Mar Rojo, y una corriente profunda fluye en dirección opuesta a través del canal occidental.

## Etimología
Actualmente, se cree que su nombre deriva de lo peligroso que es para la navegación a lo largo de su recorrido, aunque, según una antigua leyenda árabe el nombre derivaría de la gran cantidad de personas que habrían muerto ahogadas en un terremoto que habría separado Asia de África, aunque también se dice que la leyenda árabe es falsa.

## Historia

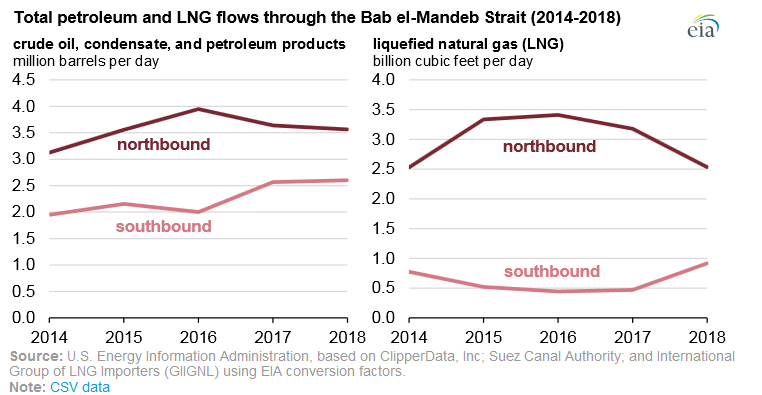
Flujos de productos del petróleo y gas natural licuado a través del estrecho, 2014-2018.

Acontecimientos paleoambientales y tectónicos en la época del Mioceno crearon el istmo de Danakil, un puente de tierra que forma una amplia conexión entre Yemen y Etiopía. Durante los últimos 100.000 años, las fluctuaciones eustáticas del nivel del mar han provocado la apertura y el cierre alternado del estrecho.  Según la teoría de la emigración africana de los humanos modernos, el estrecho de Bab-el-Mandeb fue probablemente testigo de las primeras migraciones de humanos modernos fuera de África, que se produjo hace unos 60.000 años. Se supone que el nivel de agua de los océanos era entonces mucho más bajo y los estrechos eran mucho menos profundos o estaban secos, lo que permitió una serie de emigraciones a lo largo de la costa meridional de Asia.
Según la tradición de la Iglesia Ortodoxa Tewahedo de Etiopía, el estrecho de Bab-el-Mandeb fue testigo de las primeras migraciones de hablantes semitas Ge'ez en África, que se produjeron circa 1900 a. C., aproximadamente en la misma época que el patriarca hebreo Jacob. El Reino de Axum fue una importante potencia regional en el Cuerno de África. Extendió su dominio al otro lado del estrecho con la conquista del Reino Himyarita poco antes del auge del Islam.
La Compañía Británica de las Indias Orientales se apoderó unilateralmente de la isla de Perim en 1799 en nombre de su Imperio indio. El gobierno del Britain reivindicó su propiedad en 1857 y erigió allí un faro en 1861, utilizándolo para comandar el Mar Rojo y las rutas comerciales a través del Canal de Suez.  Se utilizó como estación carbonera para repostar los buques de vapor hasta 1935, cuando la reducción del uso del carbón como combustible hizo que la operación dejara de ser rentable.
La presencia británica continuó hasta 1967, cuando la isla pasó a formar parte de la República Popular de Yemen del Sur. Antes de la entrega, el gobierno británico había presentado ante las Naciones Unidas una propuesta para internacionalizar la isla como forma de garantizar la seguridad continua del paso y la navegación en el Bab-el-Mandeb, pero esto fue rechazado.
En 2008, una empresa propiedad de Tarek Bin Laden dio a conocer sus planes de construir un puente llamado Puente de los Cuernos sobre el estrecho, que uniría Yemen con Yibuti. Middle East Development LLC emitió un anuncio para construir un puente que atraviese el Mar Rojo y que sería el paso suspendido más largo del mundo. El proyecto se asignó a la empresa de ingeniería COWI en colaboración con el estudio de arquitectura Dissing+Weitling, ambos de Dinamarca. En 2010 se anunció que la Fase 1 se había retrasado; sin embargo, a mediados de 2016 no se sabía nada más del proyecto.

## Piratería durante los siglos XVIII–XIX
El Estrecho de Bab el-Mandeb, ha sido históricamente un punto crucial para el comercio entre Europa, África y Asia. Durante los siglos XVIII y XIX, la región se convirtió en un foco de piratería, con corsarios locales y extranjeros que atacaban los barcos mercantes que navegaban por sus aguas.
Los piratas que operaban en Bab el-Mandeb principalmente provenían de comunidades costeras árabes, somalíes y de África Oriental. Estos grupos aprovechaban la accidentada costa de la región y las entradas ocultas para lanzar ataques sorpresivos contra los barcos mercantes, particularmente aquellos que transportaban valiosas especias, textiles y oro. Armados con dhows rápidos y armas de fuego locales, empleaban tácticas de golpe y huida, a menudo saqueando cargamentos y tomando rehenes para pedir rescate.
El auge de la piratería en Bab el-Mandeb amenazó las rutas comerciales europeas y otomanas. Los británicos, buscando asegurar sus intereses marítimos a lo largo de la ruta hacia la India, aumentaron las patrullas navales en el Mar Rojo durante el siglo XIX. El Imperio Otomano, que controlaba partes de la Península Arábiga, también lanzó campañas ocasionales contra la piratería. Sin embargo, la piratería siguió siendo un desafío persistente debido a la naturaleza descentralizada del gobierno local y la compleja dinámica tribal de la región.
A finales del siglo XIX, la expansión del poder naval europeo y la influencia colonial en la región disminuyó gradualmente la piratería, aunque los ataques esporádicos continuaron hasta la era moderna.

## Geografía
El estrecho tiene unos 115 km de longitud, aunque en su parte más angosta, a veces considerada exclusivamente el propio estrecho, tiene menos de 30 km de ancho, desde Ras Menheli, en la costa árabe, a Ras Siyan, en África. La isla de Perim (de 14 km²) divide el estrecho en dos canales: uno al este, conocido como Bab Iskander, de 3 km de ancho y 30 m de profundidad; y otro al oeste, denominado Dact el-Mayun, de unos 25 km de ancho y poco más de 300 m de profundidad. La corriente del canal Este es superficial y circula hacia el mar Rojo, mientras que en el canal Oeste una fuerte corriente submarina se mueve hacia el océano Índico.
Llegando a la costa africana se encuentra un grupo de islas pequeñas llamadas islas Sawabi («Los siete hermanos»).
Es una vía importante por su ubicación estratégica (cerca de los ricos pozos petroleros de Oriente Próximo y del canal de Suez) y es en la actualidad una de las rutas marítimas más transitadas. En 2006, se estima que 3,3 millones de barriles (520.000 m³) de petróleo pasaron a través del estrecho por día, de un total mundial de alrededor de 43 millones de barriles por día (6.800.000 m³/ día) movido por los petroleros.
La distancia entre el cabo Dezhnev, en Rusia, y la costa de este estrecho es de 10.855 km, la máxima dimensión por tierra de Asia continental.

## Demografía
| Bab-el-Mandeb: |                  |                       |                                 |                 |                    |                              |
| País           | Superficie (km2) | Población (2016 est.) | Densidad de población (per km2) | Capital         | PIB (PPP) ($M USD) | PIB per cápita (PPP) ($ USD) |
| Yemen          | 527,829          | 27,392,779            | 44.7                            | Sana'a          | $58,202            | $2,249                       |
| Eritrea        | 117,600          | 6,380,803             | 51.8                            | Asmara          | $9.121             | $1,314                       |
| Yibuti         | 23,200           | 846,687               | 37.2                            | Yibuti (ciudad) | $3.327             | $3,351                       |
| Total          | 668,629          | 34,620,269            | 29.3 / km2                      | Varios          | $70,650            | $1841                        |

## Centros de población
Los poblaciones más importantes a lo largo de las orillas yibutiana y yemení del Bab-el-Mandeb son:

#### Yibuti
- Khôr 'Angar
- Moulhoule
- Fagal

#### Yemen
- En Turbah
- Cheikh Said

## Transporte marítimo y piratería
Todas las rutas marítimas de Europa al océano Índico (excepto los petroleros que son demasiado grandes para pasar por el canal de Suez y tienen que rodear el cabo de Buena Esperanza) pasan por el Bab al-Mandab. Para el transporte marítimo, Bab al-Mandeb tiene la misma importancia que el Canal de Suez. Los Estados ribereños son Yemen, Eritrea y Yibuti.
El Ministerio Federal de Asuntos Exteriores de Alemania ha emitido una advertencia de viaje para estos países. Junto con el Golfo de Adén,  Bab al-Mandab es una de las zonas más amenazadas por la piratería en todo el mundo. La Marina alemana, junto con sus aliados, participó en la operación Libertad Duradera con el objetivo de luchar contra el terrorismo, el contrabando de armas y la piratería con buques de guerra en tierra,. y actualmente participa en la operación Atalanta en ese país. El centro de situación está en Yibuti

## Proyecto de puente colgante
El 22 de febrero de 2008 se reveló que una empresa propiedad de Tarek bin Laden estaba pensando construir un puente de 28,5 km a través del estrecho para unir Yemen y Yibuti, llamado Puente de los Cuernos o del Mar Rojo. Middle East Development LLC ha emitido una noticia sobre la construcción de ese puente que sería el más largo puente en suspensión del mundo.